# モイェ3
モイェ3（Моје 3 / Moje 3）は、セルビアの女性ヴォーカル・グループである。2013年3月、ユーロビジョン・ソング・コンテスト2013のセルビア代表選考であるベオソング2013で優勝し、同年5月にスウェーデンのマルメで開催されるユーロビジョン・ソング・コンテスト2013年にて「Ljubav je svuda」を歌う。
バンドは、2013年の音楽番組「プルヴィ・グラス・スルビイェ（Prvi glas Srbije、セルビアのナンバー１ヴォーカル）」の決勝に勝ち進んだ3人の女性ヴォーカルにより結成された。

## メンバー
ミルナ・ラドゥロヴィッチ（Mirna Radulović、1992年5月7日（32歳））
スボティツァ出身で、ヴォーカルの他にギターやピアノの演奏もできる。数多くの音楽祭に出場した経験があり、世界各国から45人が参加したシルヴェスター・リーヴァイ国際ミュージカル歌唱コンクール（Sylvester Levay International Musical Singing Competition）にて優勝する。「プルヴィ・グラス・スルビイェ」にて優勝を果たす
ネヴェナ・ボジョヴィッチ（Nevena Božović、1994年6月15日（30歳））
ミトロヴィツァ / コソヴスカ・ミトロヴィツァ出身で、アムステルダムで開催されたジュニア・ユーロビジョン・ソング・コンテスト2007にてセルビア代表を務め、自ら作詞作曲した「Piši mi」を歌って3位入賞を果たす。2013年時点でベオグラード音楽学院に在籍。「プルヴィ・グラス・スルビイェ」にて2位に入賞する。
サラ・ヨヴァノヴィッチ（Sara Jovanović、1993年10月29日（31歳））
イタリア・ローマ出身で、「プルヴィ・グラス・スルビイェ」に参加し、3位に入賞する。